# Menetou-sur-Nahon
Menetou-sur-Nahon è un comune francese di 121 abitanti situato nel dipartimento dell'Indre nella regione del Centro-Valle della Loira.

## Società

### Evoluzione demografica
Abitanti censiti